# 수남초등학교 (전북)
수남초등학교는 대한민국 전북특별자치도 장수군에 있는 공립 초등학교이다.

## 학교 연혁
- 1955. 10. 30 장수국민학교 수남분교장 설립인가 (5학급 114명)
- 1957. 04. 12 수남국민학교 승격 개교
- 1995. 03. 01 병설유치원 개원
- 1999. 09. 01 대성초등학교 통폐합
- 2011. 02. 18 제51회 졸업(15명/총 2,891명)
- 2012. 02. 10 제52회 졸업(9명/총 2,900명)
- 2013. 02. 06 제53회 졸업(8명/총2,908명)
- 2014. 02. 14 제54회 졸업 (5명/총 2,913명)
- 2014. 09. 01 제27대 김찬식 교장 취임

## 참고 자료
- 수남초등학교 - 한국교육학술정보원 학교알리미